# وین گلاسکو
وین گلاسکو (انگلیسی: Wayne Glasgow; ۱۷ ژانویهٔ ۱۹۲۶ – ۳۱ دسامبر ۲۰۰۰) بازیکن بسکتبال اهل ایالات متحده آمریکا بود. وی در مسابقات کشوری و بین‌المللی در مجموع برندهٔ ۱ مدال طلا شده‌است.